# Eilema fasciata
Eilema fasciata là một loài bướm đêm thuộc phân họ Arctiinae, họ Erebidae.